# Dąbrowa (gmina Trzydnik Duży)
Dąbrowa – wieś w Polsce położona w województwie lubelskim, w powiecie kraśnickim, w gminie Trzydnik Duży.
W latach 1975–1998 miejscowość należała administracyjnie do województwa tarnobrzeskiego.
Wieś stanowi sołectwo gminy Trzydnik Duży. Według Narodowego Spisu Powszechnego (III 2011 r.) wieś liczyła 354 mieszkańców.